# Gonzalo Castillo (futbolista)
Gonzalo Gabriel Castillo Cabral (Melo, Cerro Largo, Uruguay; 17 de octubre de 1990) es un futbolista uruguayo. Juega como defensa en el Club Jorge Wilstermann de la Primera Division de Bolivia.

## Clubes
| Club                | País    | Año           |
| ------------------- | ------- | ------------- |
| Cerro Largo         | Uruguay | 2010 - 2013   |
| Atenas              | Uruguay | 2013 - 2016   |
| Deportivo Maldonado | Uruguay | 2016          |
| Torque              | Uruguay | 2016 - 2018   |
| Progreso            | Uruguay | 2018 - 2019   |
| The Strongest       | Bolivia | 2020 - 2023   |
| Jorge Wilstermann   | Bolivia | 2024          |
| Progreso            | Uruguay | 2024          |
| Jorge Wilstermann   | Bolivia | 2025-presente |

## Palmarés
| Título           | Club          | País    | Año  |
| ---------------- | ------------- | ------- | ---- |
| Primera División | The Strongest | Bolivia | 2023 |